# Studebaker US6
Studebaker US6 (Студебеккер) — трёхосный грузовой автомобиль фирмы Studebaker Corporation, выпускавшийся с 1941 по 1945 год. Был самым массовым транспортным средством, поставлявшимся Советскому Союзу по ленд-лизу. Отличался повышенной проходимостью и грузоподъёмностью (по сравнению с советскими грузовиками того времени). Также, в отличие от советских грузовиков, имел полный привод — на все три оси. Кроме полноприводной модели US6×6, в Красную армию поставлялся US6×4 с колёсной формулой 6 × 4.
Всего было выпущено 219 882 грузовиков (из них 87 742 модификации 6×4 с неведущей передней осью). 114 500 грузовиков и около 2000 седельных тягачей были доставлены в СССР во время Второй мировой войны по договору ленд-лиза, и некоторое количество собрано на ГАЗе, ЗИСе и Минском автозаводе из машинокомплектов, доставленных в СССР; остальные ушли другим союзникам, в основном Великобритании (7088) и Франции (более 3462).

## История

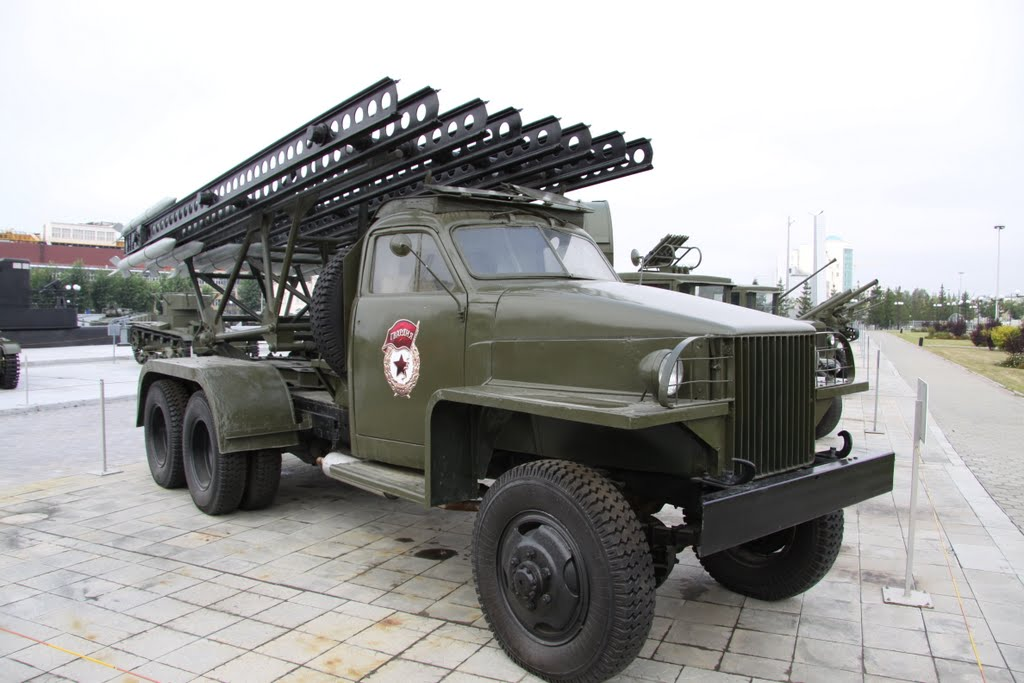
БМ-13Н «Катюша»

Грузовики Studebaker US6 почти не состояли на оснащении американской армии. Это произошло из-за того, что их двигатель Hercules JXD не проходил по принятым в те времена стандартам, вследствие чего Studebaker Corporation проиграла конкурс компаниям General Motors и International Harvester. Поэтому большая часть выпускающейся продукции шла в другие страны. Кроме того, Studebaker US6 использовались в Инженерном корпусе армии США, в частности, использовались при строительстве шоссе на Аляску. С 1943 года к производству подключилась фирма REO Motor Car.

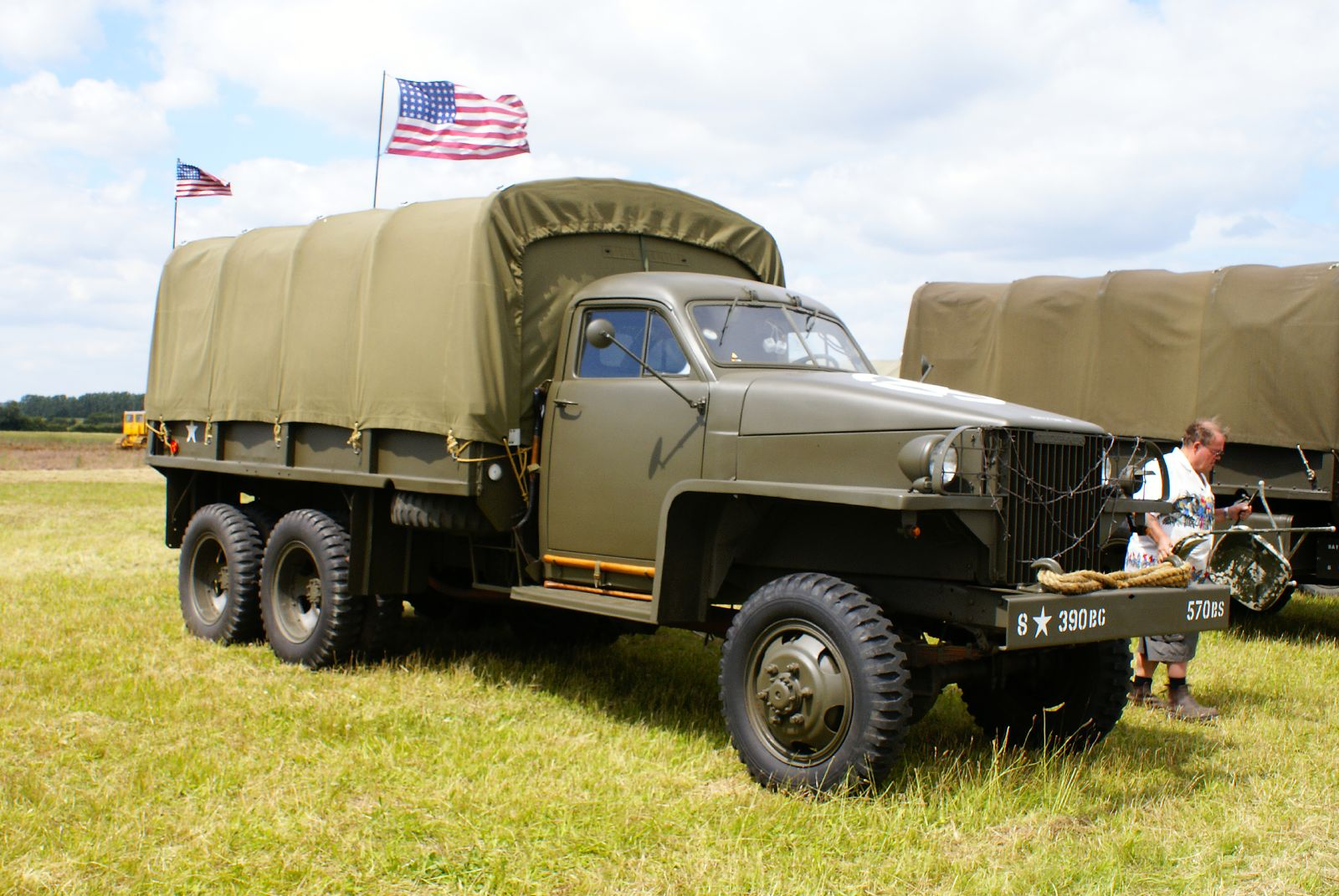
US6 с металлическим кузовом в американской раскраске

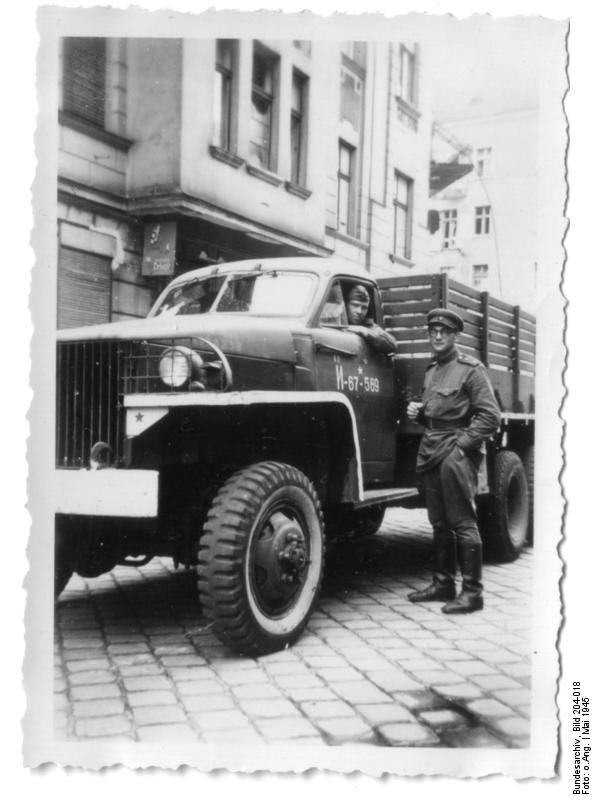
Май 1945, на улицах Берлина

Первые автомобили Studebaker прибыли в СССР осенью 1941 года. Технический комитет Главного автомобильного управления (ГАУ) Красной армии организовал испытание 11 US6, длившееся с 18 июля 1942 года по 15 мая 1943 года, по результатам которых были выпущены брошюры по эксплуатации и наставление по увеличению грузоподъёмности. Согласно этим документам, несмотря на то, что официально Studebaker US6 имел грузоподъёмность в 2,5 тонны, была рекомендована грузоподъёмность 4 тонны. В 1945 году норму загрузки снизили до 3,5 т, хотя по хорошим грунтовым дорогам автомобиль успешно мог перевозить грузы до 5 т. Автомобиль также имел высокое расположение частей, чувствительных к воздействию воды. Вследствие этого грузовик стал основным средством перевозки реактивных установок «Катюша» БМ-8-48, БМ-13Н, БМ-13НС и БМ-31-12. После окончания ВОВ часть машин была отправлена обратно в США в соответствии с договором о ленд-лизе. Оставшиеся машины эксплуатировались ещё какое-то время в Советской Армии, а также участвовали в восстановлении народного хозяйства СССР. Дизайн Studebaker US6 напрямую вдохновил на разработку советского ГАЗ-51, производство которого продолжалось до 1975 года, оставаясь единственным преемником автомобиля Studebaker, как такой прямой «потомок» в то время он и был известен американцам

## Модификации
| Модификация | Колёсная формула | Колёсная база, мм | Описание                                                                           | Выпуск, шт.                         |
| ----------- | ---------------- | ----------------- | ---------------------------------------------------------------------------------- | ----------------------------------- |
| U1          | 6 × 6            | 3760              |                                                                                    | 425                                 |
| U2          | 6 × 6            | 3760              | оснащался лебёдкой                                                                 | 779                                 |
| U3          | 6 × 6            | 4120              |                                                                                    | 81 535 +22 204 (завод REO)          |
| U4          | 6 × 6            | 4120              | оснащался лебёдкой                                                                 | 18 779                              |
| U5          | 6 × 6            | 4120              | автоцистерна на 2839 л                                                             | 500 (без лебёдки) 1425 (с лебёдкой) |
| U6          | 6 × 4            | 3760              | седельный тягач, использовался с полуприцепом Edwards-D11V грузоподъёмностью 8.5 т | 8640                                |
| U7          | 6 × 4            | 4120              |                                                                                    | 66 998                              |
| U8          | 6 × 4            | 4120              | оснащался лебёдкой                                                                 | 12 104                              |
| U9          | 6 × 6            | 4120              | шасси                                                                              | 1699 (без лебёдки) 375 (с лебёдкой) |
| U10         | 6 × 6            | 3760              | самосвал с задней разгрузкой (1943)                                                | 300                                 |
| U11         | 6 × 6            | 3760              | самосвал с задней разгрузкой, оснащался лебёдкой (1943)                            | 100                                 |
| U12         | 6 × 6            | 3760              | самосвал с разгрузкой в сторону (1943)                                             | 300                                 |
| U13         | 6 × 6            | 3760              | самосвал с разгрузкой в сторону, оснащался лебёдкой (1943)                         | 100                                 |

## Технические характеристики
- Скорость
  - максимальная: 69 км/ч

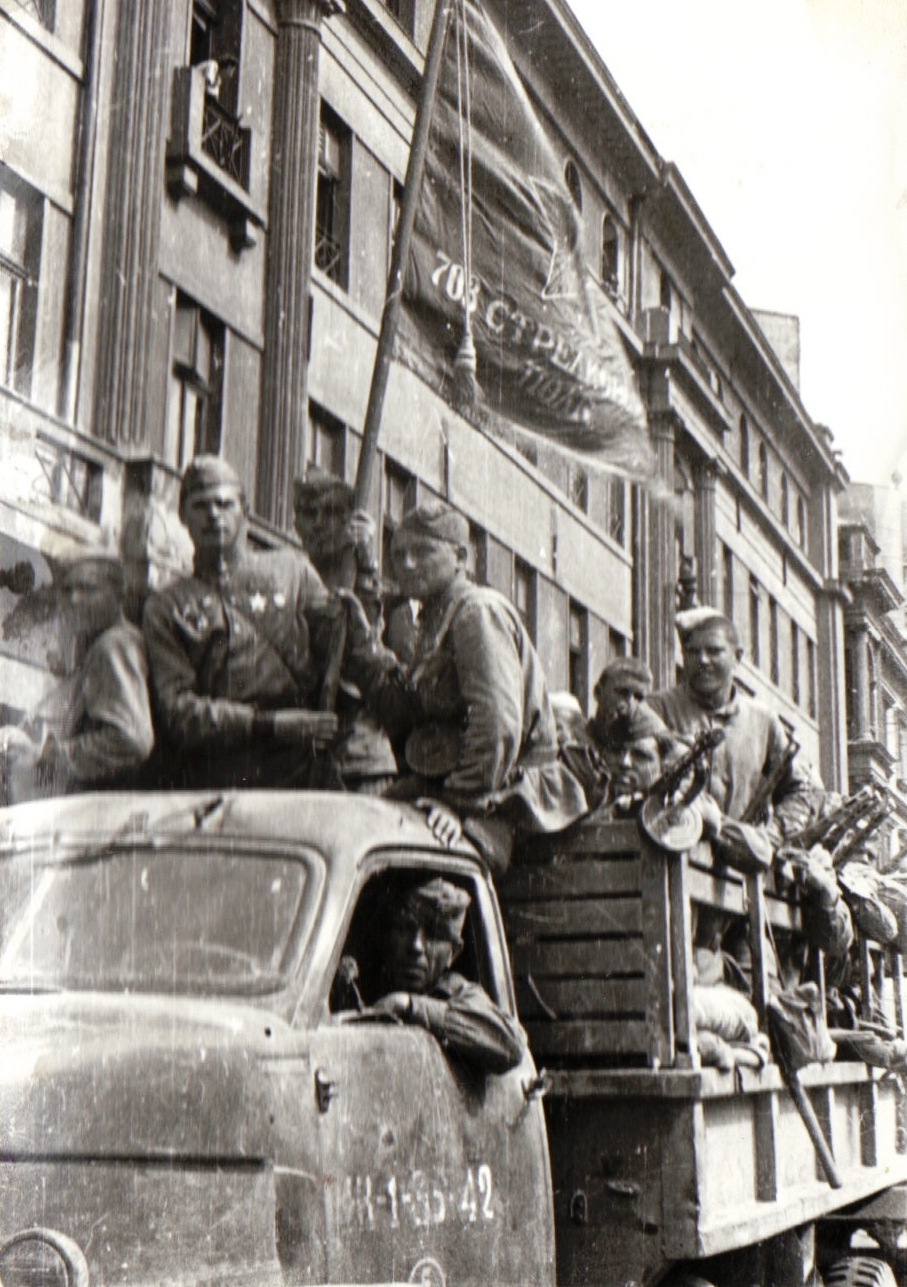
Советские солдаты на «студебекере» едут по Бухаресту, 30 августа 1944 года

  - средняя техническая при движении по шоссе:
    - без груза: 40 км/ч
    - с грузом: 30 км/ч
- Временная норма расхода горючего на 1 км пути при движении по шоссе:
  - без груза 0,38 л
  - с грузом 0,45 л
- Запас хода при движении по шоссе: 400 км
- Двигатель
  - число опор коленчатого вала: 7
  - привод кулачкового вала: шестерёнчатый
- Система смазки:
  - тип: смешанная (под давлением и разбрызгиванием)
  - тип масляного насоса: шестерёнчатый
  - ёмкость масляной системы: 7,5 л
  - масло:
    - летом: автол 10
    - зимой: лубрикетинг или автол 6
- Система охлаждения:
  - тип: водяная, с принудительной циркуляцией
  - вентилятор: 4-лопастный
  - привод вентилятора: клиновидным ремнём
  - тип водяного насоса: центробежный
  - привод водяного насоса: шестерёнчатый
  - тип радиатора: трубчатый
  - ёмкость системы охлаждения: 18,5 л
- Карбюратор: фирмы «Картер», модель 429S, опрокинутого типа
- Топливоподкачивающий насос: фирмы «АС», диафрагменного типа
- Воздухоочиститель: комбинированный, с масляной ванной
- Топливный фильтр: фирмы «АС», пластинчатого типа
- Тип системы зажигания: батарейное
- Напряжение первичного тока: 6 В
- Запальные свечи: фирмы «Чемпион», модель QM2, размер резьбы 14 мм
- Сцепление: однодисковое, сухое
- Коробка перемены передач: механическая, трёхходовая, пятискоростная
- Число передач: 5 вперёд и 1 назад
- Раздаточная коробка (демультипликатор):
  - тип: механическая
  - число передач: 2
- Задние мосты: ведущие, литые, разъёмные
- Тип полуосей задних мостов: полностью разгруженные
- Передний мост: ведущий, литой, разъёмный,
- Тип шарниров равных угловых скоростей: «Рцеппа»
- Главная передача: конические шестерни
- Передаточное число главной передачи: 6,6
- Тип дифференциалов: конические
- Ёмкость коробки перемены передач (с механизмом отбора мощности): 6,6 л
- Ёмкость раздаточной коробки: 4,0 л
- Ёмкость каждого из мостов (переднего, заднего или среднего): 3,3 л
- Тип рулевого управления: червяк и шипы
- Ножной тормоз: колодочный, с гидравлическим приводом и сервомеханизмом вакуумного типа, на все колёса
- Ручной тормоз: ленточный, с механическим приводом, действует на карданный вал заднего моста у раздаточной коробки
- Подвеска задней тележки: продольные, полуэллиптические рессоры
- Подвеска переднего моста: продольные полуэллиптические рессоры
- Тип колёс: дисковые, штампованные (сдвоенные на задних мостах)
- Размер шин: 7,50—20"
- Аккумуляторная батарея: тип SW5-153, ёмкость 153 А·ч
- Напряжение: 6 В
- Генератор (марка и тип):
  - для старых модификаций: «Авто-Лайт», GEW-4806A
  - для новых модификаций: «Авто-Лайт», GEG-5002C
- Коробка отбора мощности:
  - привод: от шестерни заднего хода коробки перемены передач
  - число передач: 2 (для наматывания троса), 1 (для сматывания троса)
- Лебёдка:
  - привод: от коробки отбора мощности
  - тяга на тросе: 4500 кг